# Montes Alpes
Els Montes Alpes són una cadena muntanyenca de la Lluna, situada entre la Mare Imbrium i la Mare Frigoris. El nom va ser posat per l'astrònom Johannes Hevelius, en referència a la serralada dels Alps terrestres.

## Topografia i història
La serralada té una longitud de 281 km i una amplària màxima d'uns 80 km, que alberga diversos pics amb una altura mitjana de 2.400 m. Ve delimitada en els seus extrems pel cràter Plató en el nord-oest i el cràter Cassini en el sud-est. La serralada es troba dividida en dues meitats pel Vallis Alpes (Vall dels Alpes), de 130 km de longitud i 11 km d'amplària, vorejada per goles de 1.000 m d'altitud.
El pic més alt de la serralada és el Mons Blanc amb 25 km d'amplària i 3.600 m d'altitud. En l'extrem sud-est de la serralada es troben el Promontori Deville, amb una amplària de 16,56 km i una altura de 1.300 m, i el Promontori Agassiz, amb una amplària de 18,84 km i una altitud de 2.470 m. Els promontoris (promontorium) són l'equivalent lunar d'un cap terrestre.
Els Montes Alpes constitueixen un dels fragments supervivents de l'anell central d'un conjunt original de tres, formats per un impacte. Aquest impacte va causar la formació de la conca de la Mare Imbrium, fa uns 3.850 milions d'anys.

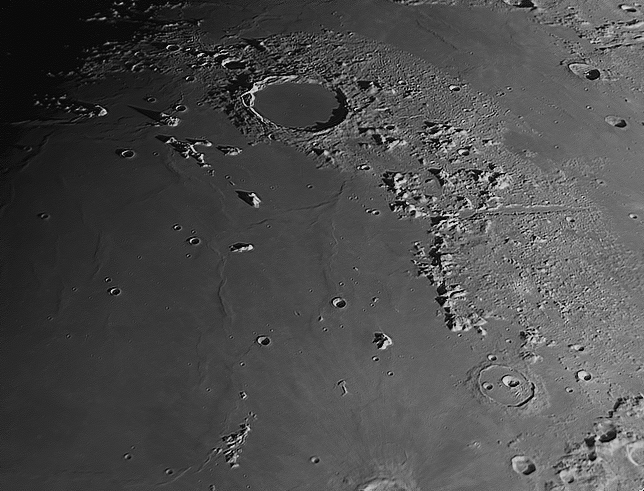
A la dreta de la imatge els Montes Alpes
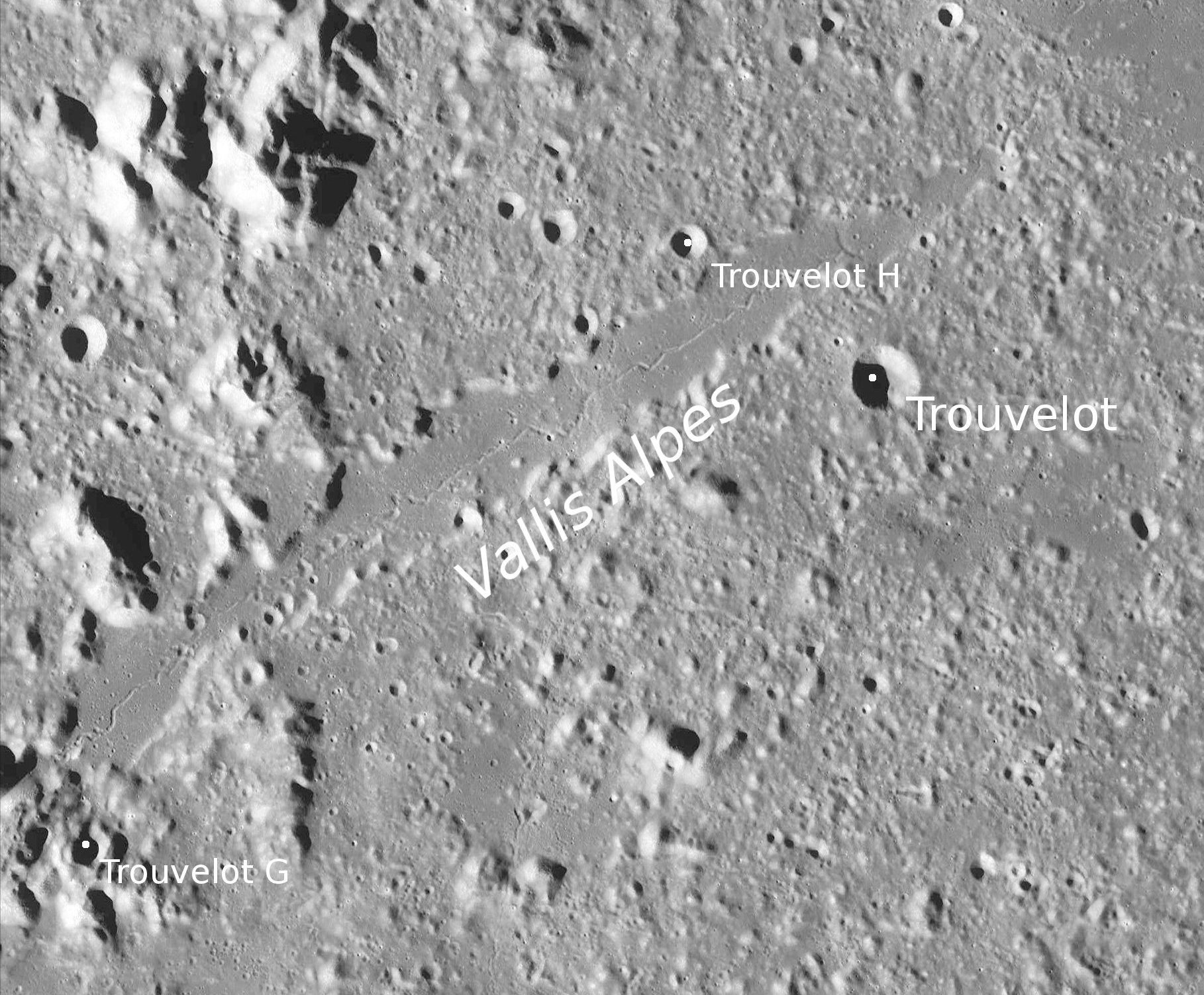
Vallis Alpes

## Cràters satèl·lit
Els cràters satèl·lit són petits cràters situats propers a l'accident geogràfic principal, rebent el mateix nom que aquest accident acompanyat d'una lletra majúscula complementària (fins i tot si la formació d'aquests cràters és independent de la formació de l'accident principal).
| Alpes | Coordenades                          | Diàmetre |
| ----- | ------------------------------------ | -------- |
| A     | 51° 23′ N, 0° 18′ O / 51.39°N,0.30°O | 10,66 km |
| B     | 45° 49′ N, 0° 55′ O / 45.81°N,0.91°O | 4,82 km  |